# 문동호 (1898년)
문동호(文東鎬, 일본식 이름: 文元東鎬 또는 文元義宗 , 1898년 ~ ?)는 일제강점기의 관료이다.

## 생애
출신지는 전라남도 구례군 출신이다. 1918년에 경성고등보통학교를 졸업하고 전라남도에서 판임관 견습으로 근무하면서 조선총독부 관리가 되었다.
1920년에는 군서기로 승진하여 전남의 고흥군, 구례군, 영광군, 순천군, 강진군에서 근무하였다. 1934년에 총독부 군수로 승진하였고, 진도군 군수에 임명되었다.
진도군수로 재직하던 1935년에 총독부가 편찬한 《조선공로자명감》에 수록된 공로자 중 한 명이다. 이후 장흥군 군수와 전라남도식량영단 운수과장을 역임하였다. 장흥군수로 근무하던 1939년을 기준으로 종6위에 서위되어 있었다.
태평양 전쟁이 종전되고 제1공화국 정부가 수립한 뒤인 1949년에 전라남도상공회의소 사무국장에 취임했다.
2008년에 민족문제연구소가 발표한 친일인명사전 수록예정자 명단 중 관료 부문에 선정되었다.

## 참고자료
- 문동호(文東鎬) - 국사편찬위원회